# Józef Strutyński (generał)
Józef Strutyński herbu Sas (zm. po 1800) – generał major dymisjonowany w 1794, rotmistrz kawalerii narodowej litewskiej 1791–1792, szambelan królewski.
W 1794 odznaczony Orderem Orła Białego, kawaler Orderu Świętego Stanisława.